# Synagoga w Żółkwi
Synagoga w Żółkwi (ukr. Синагога y Жовкві) – bóżnica znajdująca się w Żółkwi przy ulicy Zaporoskiej (вул. Запорізька), budynek o charakterze obronnym zbudowany pod koniec XVII w.

## Historia
W 1625 na miejscu obecnej świątyni zbudowano drewnianą bóżnicę, która jednak szybko spłonęła. W 1635 właściciel Żółkwi Stanisław Daniłowicz zezwolił na postawienie murowanego budynku. Nową synagogę wzniesiono w latach 1692–1698 przy finansowej pomocy króla Sobieskiego, jej projekt przypisywany jest Piotrowi Beberowi.
W XVIII w. do budynku dobudowano zachodnie skrzydło i kontraforsy. W 1833 bóżnica została częściowo uszkodzona w wyniku pożaru, jednak wkrótce przywrócono ją do użytku.
Ołtarz w synagodze nosił u szczytu Orła Polskiego, który 700 lat wstecz licząc od 1924 ofiarowali członkowie tamtejszej gminy wyznaniowej.
Na krótko przed wybuchem II wojny światowej w synagodze prowadzone były prace restauratorskie polegające na dodaniu sztukaterii. W czasie okupacji niemieckiej częściowo zburzona, po 1945 jej mury zabezpieczono i używano jako skład.

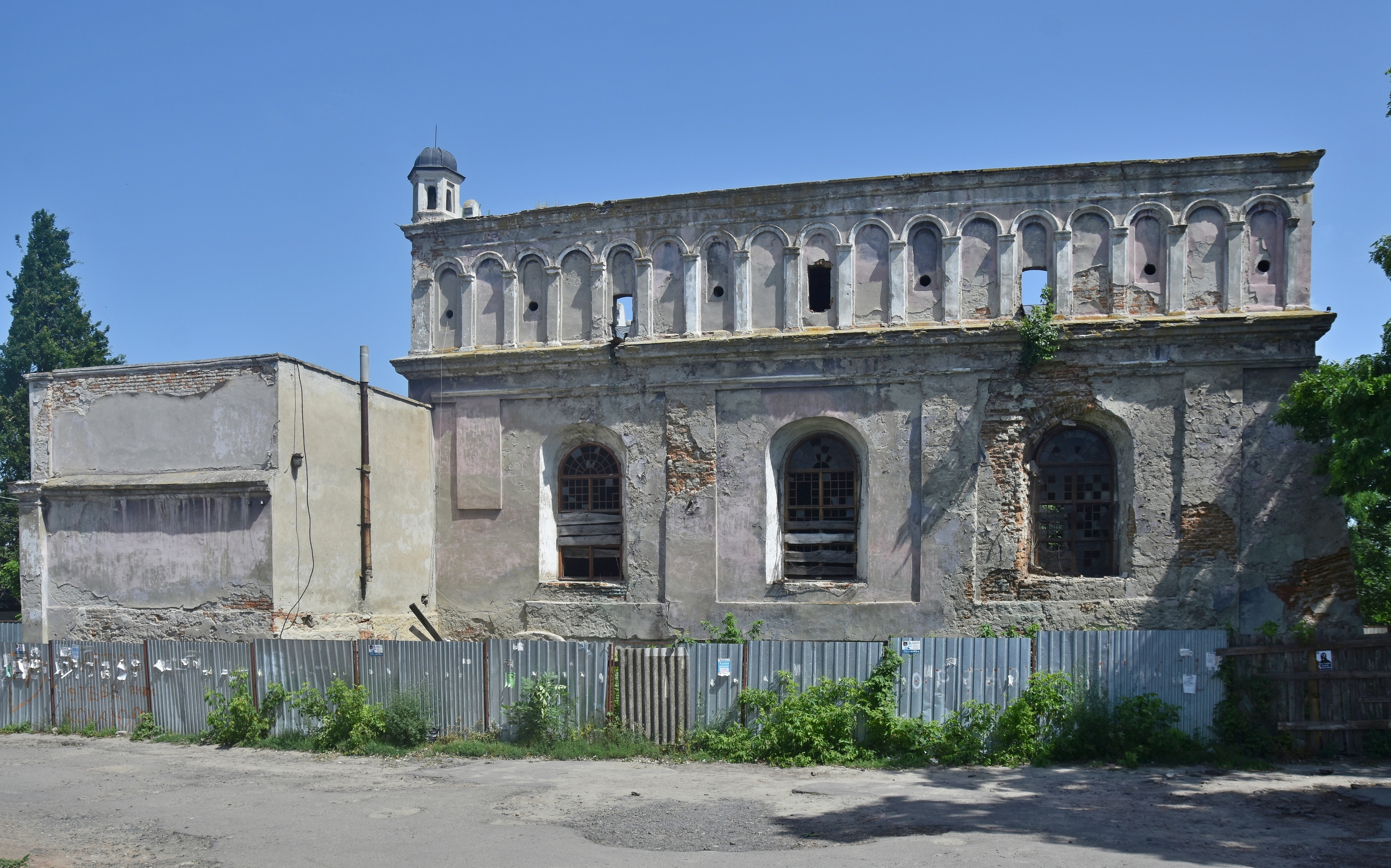
Elewacja boczna
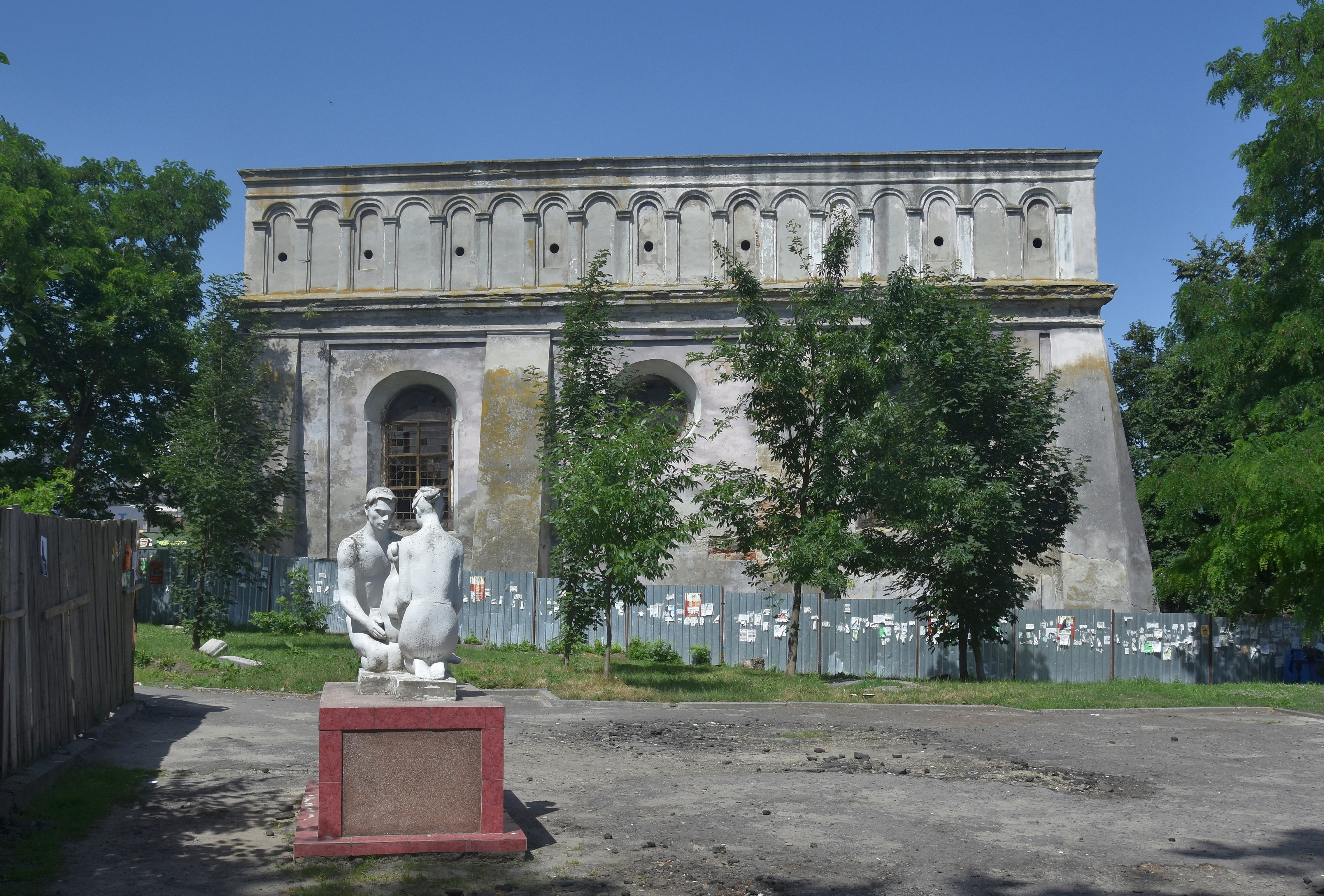
Elewacja tylna
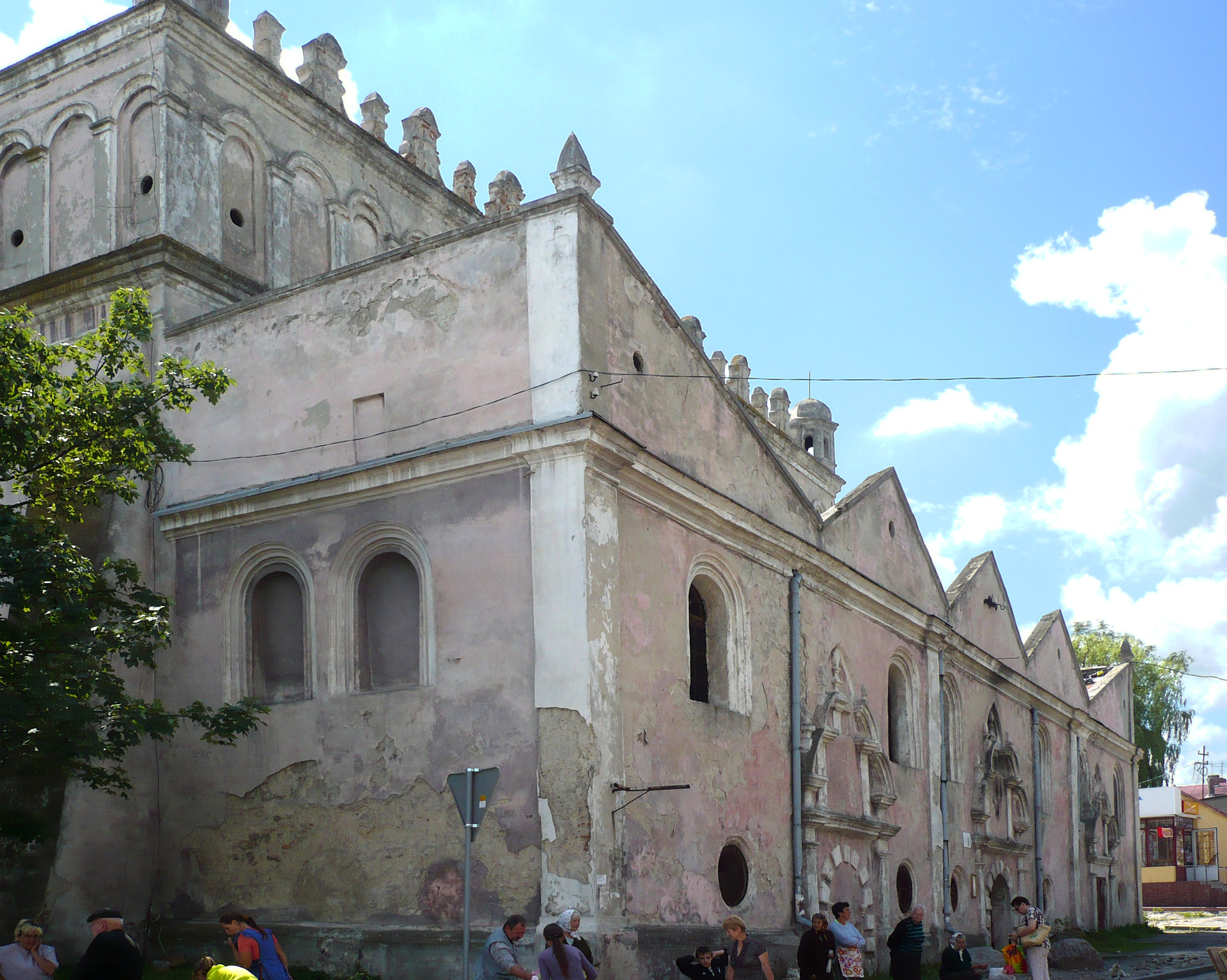
Elewacja boczna

Jest jedną z największych w Europie bóżnic o charakterze obronnym zbudowaną w stylu renesansu wzbogaconym o elementy baroku.
Budowla została wpisana na nowojorską listę pomników architektury zagrożonych zniszczeniem (World Monuments Watch), co umożliwiło rozpoczęcie jej odbudowy w 2000 roku z przeznaczeniem na Żydowskie Centrum Galicji.
Jeden z budynków wzorowanych na żółkiewskiej świątyni znajduje się obecnie w Tel Awiwie.